# Hyposcada richardsi
Hyposcada richardsi är en fjärilsart som beskrevs av Fox 1941. Hyposcada richardsi ingår i släktet Hyposcada och familjen praktfjärilar. Inga underarter finns listade i Catalogue of Life.